# HMS Warrior (1860)
HMS Warrior var det første britiske panserskib og blev bygget som svar på det første (franske) panserskib La Gloire, der blev søsat samme år som Warrior blev bestilt.
Da det var færdigt i oktober 1861, var Warrior langt det største, hurtigste, bedst bevæbnede og bedst pansrede krigsskib i verden. Hun var næsten dobbelt så stor som La Gloire, og overgik det franske skib i både hastighed, panser og bevæbning.
Warrior bød ikke på radikal ny teknologi, men for første gang sås en kombination af dampmaskineri, riflede bagladekanoner, jernskrog og jernpanser samlet i ét skib, der var større end hidtil set.
Dens bygning var startskuddet til en intens konkurrence mellem kanoner og panser, der varede, indtil krigsflyene gjorde slagskibene forældede under 2. verdenskrig. I dette kapløb blev hun selv hurtigt forældet, og blev udrangeret i maj 1883. Hun er nu museumsskib og ligger i Portsmouth Historic Dockyard, der er en offentligt tilgængelig del af Flådestationen i Portsmouth i Storbritannien.

## Design og konstruktion
Nyheden om det strengt hemmeligholdte design af La Gloire nåede det britiske admiralitet i maj 1858. Det nære samarbejde, der havde været mellem Frankrig og Storbritannien under Krim-krigen, var hurtigt gået fløjten, og alle detaljer om La Gloire og hendes søsterskibe var omgærdet med megen hemmelighedsfuldhed i Frankrig. Den nye engelske regering tog ikke det franske byggeprogram alvorligt før i august 1858, da meget tydede på, at Frankrig snart kunne matche Royal Navy i dampdrevne skibe, og klart overgå den i panserskibe.
Efter kraftig påvirkning fra både flådens kontruktionsansvarlige, admiral Sir Baldwin Wake-Walker og viceministeren for flåden, Henry Corry, besluttede admiralitetet den 22. november 1858 at indkalde designs til et træbygget, jernbeklædt krigsskib med dimensioner, der mindede om La Gloires.
Det virker ikke som om Wake-Walker eller hans chefkonstruktør Isaac Watts nogensinde seriøst overvejede træ som materiale. Træskibene havde nået deres maksimale størrelse, og nogle af de største viste tegn på svaghed i konstruktionen. Dertil kom de voldsomme problemer med at skaffe tømmer, og behovet for at bygge skibet i en fart. Da jernskibe var langt hurtigere at bygge end træskibe, var det indlysende valg at bygge et jernskib. Da panseret forhindrede et design med flere kanondæk, krævede en bredside på 17 kanoner – med 4,5 m mellem hver – et meget langt kanondæk. Når dertil lægges stævn og hæk, blev resultatet et skib på 115,9 meter, længere end noget krigsskib, der hidtil var bygget.
Warrior er blevet kaldt "det første moderne slagskib" af W. Brownlee, og hendes innovative egenskaber blev beskrevet af samme forfatter i en artikel i "Scientific American".
Admiralitetets design blev godkendt i slutningen af december 1858, men på grund af dets manglende erfaring med jernskrog anmodede admiralitetet landets førende jernskibsbyggere om designforslag. Disse forslag blev modtaget i april 1859, men chefkonstruktør Isaac Watts mente ikke, at nogen af dem opfyldte de forskellige betingelser så godt som hans eget design. Dette design blev derfor basis for en kontrakt på en pansret fregat, aftalt med Thames Ironworks and Shipbuilding Company i London. Kontrakten fordrede stabelafløbning 11 måneder efter kontraktdatoen, hvilket var en utroligt optimistisk tidsplan, der da heller ikke holdt.
Warrior frøs fast på beddingen, da hun skulle søsættes den 29. december 1860, midt i den koldeste vinter i 50 år, og der skulle seks slæbebåde til at få hende i vandet. Hun var færdigbygget den 24. oktober 1861 og havde kostet 357.291 £, svarende til 23 mio. £ i 2006-priser. Warrior blev taget i brug bare 35 måneder efter, at behovet for skibet blev slået fast i november 1858.

## Tjeneste
Warrior kom aldrig i kamp, skønt hun og søsterskibet Black Prince var de største og stærkeste krigsskibe i verden, da de blev søsat. Udviklingen i maritim teknologi gik så hurtigt, at begge skibe mistede deres plads i flådens første geled i løbet af 10 år. I 1869 fik Warrior sammen med Black Prince og den træbyggede hjuldamper-fregat Terrible til opgave at slæbe den specialbyggede Bermuda tørdok tværs over Atlanten, fra Madeira til Ireland Island på Bermuda. Turen tog 39 dage. Den 1. april 1875 blev Warrior overført til Royal Navy's reserve, og den 31. maj 1883 blev hun trukket helt ud af tjeneste som forældet. Kanonerne og det øverste af masterne blev fjernet på samme tid.
Hun blev derpå brugt som lagerskib, og fra 1902 til 1904 som depotskib for en flotille af destroyere. Navnet blev ændret til Vernon III i 1904 i forbindelse med, at hun blev en del af HMS Vernon, som var den britiske flådes torpedoskole i Portsmouth. Hendes rolle bestod i at levere damp og elektricitet til de øvrige enheder, der indgik i Vernon. I 1923 blev navnet Vernon overført til en nybygget skole på land, og Warrior og de andre fastliggende skibe blev overflødige. Royal Navy satte hende til salg i 1924.

## Gammel og glemt
Heldigvis for Warrior kom der en afmatning i behovet for jernskrot på det tidspunkt, da Royal Navy besluttede at sælge hende. Der var ingen kommerciel interesse for det gamle skib, så hun blev liggende i Portsmouth i yderligere fem år. Til sidst, i marts 1929, opgav man indsatsen for at sælge Warrior til skrot, og hun blev slæbt til sit nye hjem, Pembroke Dock i Milford Haven i Wales. Ved ankomsten blev hun gjort til kombineret bolig for vagtmanden og flydende olielager under navnet Oil Fuel Hulk C77. En lignende skæbne var allerede overgået flere af hendes efterfølgere: I 1926 var HMS Valiant (fra 1863) blevet flydende olielager ved Hamoaze, mens HMS Agincourt og HMS Northumberland (begge fra 1865) var blevet reduceret til flydende kullagre i 1909.
I de næste 50 år lå Warrior som oliedepot lidt ud for kysten ved Llanion Cove, kun afbrudt af enkelte slæbeture til eftersyn på en tørdok i nærheden. Hun leverede olie til næsten 5.000 skibe mellem 1929 og 1979. I det tidsrum blev alle Storbritanniens overlevende panserskibe og deres efterfølgere, slagskibene, solgt til ophugning. Warrior's sidste overlevende jævnaldrende, Agincourt, blev ophugget i 1960 efter 50 års tjeneste som kullager ved Harwich.

## Redningen
Warrior blev reddet fra ophugning på grund af en indsats fra Maritime Trust. Som verdens første panserskib af jern, blev hun anerkendt som et af Royal Navy's vigtigste historiske krigsskibe. I 1968 var hertugen af Edinburgh formand for et møde, der skulle undersøge muligheden for at redde og restaurere Warrior, og et år senere blev Maritime Trust etableret med det formal at redde det gamle panserskib og andre historiske skibe. Op gennem 1970'erne deltog Maritime Trust i forhandlinger og projektarbejde vedrørende Warrior og fik til sidst rådighed over skibet i august 1979.
Restaureringen af Warrior som museumsskib begyndte i august 1979 med hendes rejse til et foreløbigt hjem ved kuldokken i Hartlepool, hvor restaureringen til 8 millioner £ skulle gennemføres, især med midler fra Maritime Trust. Warrior ankom til Hartlepool den 3. september 1979. Restaureringen begyndte med, at man fjernede 80 ton skrot, herunder et tykt lag beton, der var blevet lagt på øverste dæk i forbindelse med ombygningen til olielager. I løbet af de næste otte år blev Warrior's dæk, kahytter, maskineri og træudskæringer restaureret eller genskabt, og master, rigning og skorstene blev ligeledes genskabt, sammen med en ny galionsfigur, baseret på fotografier af den gamle, der blev ødelagt i 1960'erne. Hun ankom til sin nuværende kajplads i Portsmouth den 16. juni 1987, næsten fuldt restaureret.
Det genskabte panserskib fik navnet Warrior (1860) for at undgå sammenblanding med HMS Warrior, der på den tid var navnet på det operationelle hovedkvarter for Royal Navy i Northwood ved London.

## Galleri
- En af Warrior's 110-pund bagladere
- Kanondækket med 68-pund kanoner
- Maskintelegraf i Warrior's maskinrum
- Kopi af det oprindelige maskineri
- Krydssektion af Warrior's pansrede skot